# Václav Šístek
Václav Šístek (* 2. února 1948) je český mistr bojových umění (3. Dan ČSJu), bývalý reprezentant v zápasu judo z 60. a 70. let, pozdější trenér mládeže.

## Sportovní kariéra
S judem začínal v 9 letech v plzeňském Spartaku (pozdější Škoda Plzeň) pod vedením Vladimíra Beneše. Plzeňskému judu byl věrný po celou sportovní kariéru mimo vojenské služby v banskobystrické Dukle. Startoval na šesti mistrovstvích Evropy a je šestinásobným mistrem Československa v polotěžké váze do 93 kg z let 1966–74.
Vystudoval Vysokou školu ekonomickou v Praze obor zahraniční obchod a po skončení sportovní kariéry v polovině 70. let pracoval jako manažer v plzeňské Škodovce. Po při zaměstnání se věnoval trenérské práci s mládeží.
Od 90. let byl dlouholetým předsedou klubu Judo Club Plzeň, který navazoval na činnost zaniklého odboru TJ Škoda. Svých funkcí se vzdal v roce 2016. S manželkou Hanou žije v Lišicích u Plzně.

### Výsledky
| Turnaj             | 1967 | 1968 | 1969 | 1970 | 1971 | 1972 | 1973 | 1974 |
| Turnaj             | 19   | 20   | 21   | 22   | 23   | 24   | 25   | 26   |
| Turnaj             | −93  | −93  | −93  | +93  | −93  | −93  | −93  | −93  |
| ------------------ | ---- | ---- | ---- | ---- | ---- | ---- | ---- | ---- |
| Olympijské hry     |      |      |      |      |      | —    |      |      |
| Mistrovství světa  | —    |      | —    |      | —    |      | —    |      |
| Mistrovství Evropy | úč.  | úč.  | úč.  | úč.  | —    | úč.  | —    | úč.  |